# Дьордь Шкварек
Дьордь Шкварек (угор. Skvarek György, 9 квітня 1903, Будапешт — 8 лютого 1952) — угорський футболіст, що грав на позиції нападника. Відомий виступами, зокрема, за клуб «Хунгарія», а також національну збірну Угорщини.

## Життєпис
З 1920 по 1927 рік виступав у складі столичного клубу «Керюлеті». Двічі здобував з командою четверте місце в 1920–21 і 1924–25. Це найвищий результат команди у чемпіонатах, котрий кілька разів буде повторений, але жодного разу не буде перевершений.
Звернувши на себе увагу грою за 1925–26, Шкварек був запрошений до складу одного з грандів угорського футболу ]] — «Хунгарія». В першому ж сезоні у новому клубі Дьордь забив 17 м'ячів, увійшовши до трійки найкращих бомбардирів сезону. Більше забили лише Йожеф Такач із «Ференцвароша» (31) і партнер по «Хунгарії» Ференц Хірзер (22). В це же час Шкварек викликався до збірної Угорщини, за яку зіграв по одному матчеві в 1927 і 1928 роках. Відзначився дублем у знаменитому поєдинку Угорщина — Франція, що завершився погромом гостей з рахунком 13:1. В 1927—1929 роках на рахунку гравця у складі «Хунгарії» є 7 матчів і 2 голи у Кубку Мітропи, престижному міжнародному турнірі для найсильніших команд центральної Європи.
В наступному чемпіонаті 1928/29 Шкварек забивав менше (8 голів у 13 матчах), проте його команда стала чемпіоном після трирічної перерви. Вдалим для гравця вийшов також сезон 1930/31, коли Шкварек встановив власний рекорд результативності у 18 м'ячів. Команда посіла друге місце в чемпіонаті. На противагу попередньому сезону, наступний для гравця не вдався: лише 1 гол у 5 матчах. Команда ж здобула кубок країни, але Шкварек до цього причетний лише формально, адже рідко виходив на поле і у фіналі не грав.
По завершенні сезону Дьордь повернувся до «Керюлеті». Проте зіграв лише два матчі на початку сезону, після чого перебрався до Франції. Два сезони відіграв у складі середняка чемпіонату «Монпельє».
Чергове повернення до «Керюлеті» в 1934 році вийшло успішним — 10 забитих голів у 21 матчі. Проте уже наступний сезон для гравця не вдався і він вирішив завершити ігрову кар'єру.

## Досягнення
- Чемпіон Угорщини: 1928–29
- Срібний призер Чемпіонату Угорщини: 1927–28, 1930–31
- Володар Кубка Угорщини: 1932 (у фіналі не грав)

## Статистика виступів за збірну
| Дата       | Місто    | Господарі | Результат | Гості     | Турнір           | Голи | Примітки |
| ---------- | -------- | --------- | --------- | --------- | ---------------- | ---- | -------- |
| 12/06/1927 | Будапешт | Угорщина  | 13 – 1    | Франція   | товариський матч | 2    |          |
| 25/03/1928 | Будапешт | Угорщина  | 2 – 1     | Югославія | товариський матч | -    |          |
| Усього     |          | Матчів    | 2         |           | Голів            | 2    |          |